# Johann Friedrich Martin Leiding
Johann Friedrich Martin Leiding (* 19. April 1816 in Hamburg; † 15. Juli 1903 ebenda) war ein Hamburger Teehändler und Politiker.

## Leben
Von 1866 bis 1871 gehörte Leiding der Hamburgischen Bürgerschaft an.

## Quelle
Mitgliederverzeichnis der Hamburgischen Bürgerschaft 1859 bis 1959 – Kurzbiographien. Zusammengestellt und bearbeitet von Franz Th. Mönckeberg. Gebundenes Schreibmaschinenmanuskript;  Nr. 956
| Personendaten    | Personendaten                    |
| ---------------- | -------------------------------- |
| NAME             | Leiding, Johann Friedrich Martin |
| KURZBESCHREIBUNG | Hamburger Teehändler, MdHB       |
| GEBURTSDATUM     | 19. April 1816                   |
| GEBURTSORT       | Hamburg                          |
| STERBEDATUM      | 15. Juli 1903                    |
| STERBEORT        | Hamburg                          |